# Alfonso Fermepin
Alfonso Fermepin (Jean Baptiste Alphonse Fermepin) (La Ferté-sous-Jouarre, 21 de febrero de 1804 - Buenos Aires, 1871) fue un fotógrafo y pintor francés.

## Biografía
Fermepin nació en La Ferté-sous-Jouarre (Región Parisina) el 21 de febrero de 1804. En 1836, el anuncio publicado en el Diario de La Tarde avisita su arribo a Buenos Aires como "retratista de París recién llegado a nuestra ciudad" que "ofrece sus servicios ... en todo lo que corresponda su arte. Retrata al óleo y en miniatura al gusto del que lo ocupare, ocurriendo las personas que deseen retratarse a su casa, calle de la Piedad N.º 17, donde podrán imponerse de sus obras y ver la perfecta semejanza que caracteriza sus retratos". Además, daría lecciones de dibujo y pintura. En este período, Alfonso Fermepin retrató a un importante prócer argentino e íntimo amigo, Juan Facundo Quiroga cuya obra se encuentra expuesta en el Muse de Luján, pintura de gran tamaño, de buen colorido no es, sin embargo de retrato directo ya que el caudillo riojano había sido asesinado el año anterior. Más bien, podemos inclinarnos a pensar que está trabajado ya sea, sobre la base de la miniatura de Fernando García del Molino, o más bien aún, sobre la litografía del artista inglés Arthur Onslow, publicada por las prensas de Bacle.       En 1856 instala una galería de retratos en la calle 25 de mayo 211 de Montevideo. Finalmente se radica en Bs. As y hacia 1865 compra el local de su compatriota Federico Artigue en Buenos Aires, en la calle Cangallo 157.

## Sus viajes
Durante la Guerra del Paraguay realizó reproducciones en formato "carte de visite" de cuadros alegóricos a los episodios bélicos. En 1867 viaja a Francia, para estudiar los nuevos adelantos en las técnicas de reproducción de imágenes, que luego incorporará a su establecimiento. Durante ese viaje, visita en Burdeos al fotógrafo francés Federico Artigue, a quien había comprado su estudio de Bs. As, y que le proporciona información muy útil para el mejoramiento de su establecimiento. 
Fallece en 1871 por la epidemia de fiebre amarilla, luego del cual el estudio pasó a manos de sus hijos.